# Фильюн, Сюнетте
Сюнетте Стелла Фильюн (африк. Sunette Stella Viljoen, род. 6 октября 1983 года, Рюстенбург) — южноафриканская легкоатлетка (метание копья), чемпионка игр Содружества и Африки. Также с 2000 по 2002 года выступала за женскую сборную ЮАР по крикету.

## Спортивная карьера
Она завоевала золото на летней Универсиаде 2009 в Белграде, метнув копьё на 62,52 метра. В отборочном раунде она установила новой африканской рекорд 65,46 метра, затмив рекорд 63,49 метра своей соотечественницы Жюстин Роббенсон, достигнутый в Почефструме в феврале 2008 года. Также она этим результатом побила свой собственный рекорд более чем на три метра, который был также установлен в Почефструме в феврале 2008 года. 14 июня 2010 года вновь она побила свой собственный рекорд: 66,38 метра в Праге.
Она выигрывала бронзу на чемпионате мира в Тэгу 2-го сентября 2011 года с результатом 68,38 метра, который стал новым африканским рекордом.
9 июня 2012 года она улучшила свой собственный африканский рекорд: 69,35 метра на Adidas Grand Prix в Нью-Йорке. Не сумев попасть в финалы на летних Олимпийских играх 2004 и 2008 годов, она заняла четвёртое место на летних Олимпийских играх 2012, уступив 38 сантиметров от результата Линды Шталь, которая завоевала бронзовую медаль.
На чемпионате 2013 мира по легкой атлетике, который проходил в Москве, Фильюн заняла 6-е место с результатом 63,58 метра.
В 2014 году она заняла второе место на Играх Содружества. Позднее в том же году она выиграла чемпионат Африки с результатом 65,32 метра.
Она завоевала серебряную медаль, уступив израильтянке Маргарите Дорожон, на Бислеттских играх (этап Бриллиантовой лиги) в Осло 11 июня 2015 года.
Фильюн на квалификации летних Олимпийских игр 2016 в Рио-де-Жанейро с первой попытки выполнила квалификационный норматив (63,00 метра), показав результат 63,78 метра. В финале лучшим результатом южноафриканки стала первая попытка, в которой она метнула копьё на 64,92 метра. В итоге Сюнетте заняла второе место, уступив хорватке Саре Колак 1,26 метра, и получила серебряную медаль.

## Основные результаты
| Год  | Турнир                              | Город                        | Место        | Результат |
| ---- | ----------------------------------- | ---------------------------- | ------------ | --------- |
| 2003 | Чемпионат мира                      | Париж, Франция               | 16-е (квал.) | 56,78 м   |
| 2003 | Всеафриканские игры                 | Абуджа, Нигерия              | 3-е          | 51,68 м   |
| 2003 | Афро-азиатские игры                 | Хайдарабад, Индия            | 1-е          | 55,49 м   |
| 2004 | Чемпионат Африки по лёгкой атлетике | Браззавиль, Республика Конго | 1-е          | 60,13 м   |
| 2004 | Олимпийские игры                    | Афины, Греция                | 35-е (квал.) | 54,45 м   |
| 2005 | Универсиада                         | Измир, Турция                | 12-е         | 51,09 м   |
| 2006 | Игры Содружества                    | Мельбурн, Австралия          | 1-е          | 60,72 м   |
| 2006 | Чемпионат Африки по лёгкой атлетике | Бамбус, Мавритания           | 2-е          | 55,64 м   |
| 2007 | Всеафриканские игры                 | Алжир (город)                | 3-е          | 54,46 м   |
| 2007 | Универсиада                         | Бангкок, Таиланд             | 5-е          | 58,39 м   |
| 2008 | Чемпионат Африки по лёгкой атлетике | Аддис-Абеба, Эфиопия         | 1-е          | 55,17 м   |
| 2008 | Олимпийские игры                    | Пекин, Китай                 | 33-е (квал.) | 55,58 м   |
| 2009 | Универсиада                         | Белград, Сербия              | 1-е          | 62,52 м   |
| 2009 | Чемпионат мира                      | Берлин, Германия             | 18-е (квал.) | 56,83 м   |
| 2010 | Чемпионат Африки по лёгкой атлетике | Найроби, Кения               | 1-е          | 63,33 м   |
| 2010 | Игры Содружества                    | Нью-Дели, Индия              | 1-е          | 62,34 м   |
| 2011 | Универсиада                         | Шэньчжэнь, Китай             | 1-е          | 66,47 м   |
| 2011 | Чемпионат мира                      | Тэгу, Южная Корея            | 3-е          | 68,38 м   |
| 2012 | Олимпийские игры                    | Лондон, Великобритания       | 4-е          | 64,53 м   |
| 2013 | Чемпионат мира                      | Москва, Россия               | 6-е          | 63,58 м   |
| 2014 | Игры Содружества                    | Глазго, Великобритания       | 2-е          | 63,19 м   |
| 2014 | Чемпионат Африки по лёгкой атлетике | Марракеш, Марокко            | 1-е          | 65,32 м   |
| 2015 | Чемпионат мира                      | Пекин, Китай                 | 3-е          | 65,79 м   |
| 2016 | Чемпионат Африки по лёгкой атлетике | Дурбан, ЮАР                  | 1-е          | 64,08 м   |
| 2016 | Олимпийские игры                    | Рио-де-Жанейро, Бразилия     | 2-е          | 64,92 м   |
| 2018 | Игры Содружества                    | Голд-Кост, Австралия         | 3-е          | 62,08 м   |
| 2019 | Африканские игры                    | Рабат, Марокко               | 3-е          | 53,44 м   |
| 2019 | Чемпионат мира                      | Доха, Катар                  | 17-е         | 60,10 м   |